# Tower Hill (stanice metra v Londýně)
Tower Hill je stanice londýnského metra, která byla otevřena v roce 1967. Nachází se na linkách :
- District Line (mezi stanicemi Monument a Aldgate East)
- Circle Line (mezi stanicemi Monument a Aldgate).

| Rok  | Počet cestujících |
| ---- | ----------------- |
| 2011 | 21,58 mil         |
| 2012 | 22,54 mil         |
| 2013 | 23,41 mil         |
| 2014 | 26,32 mil         |